# Sicienko (województwo kujawsko-pomorskie)

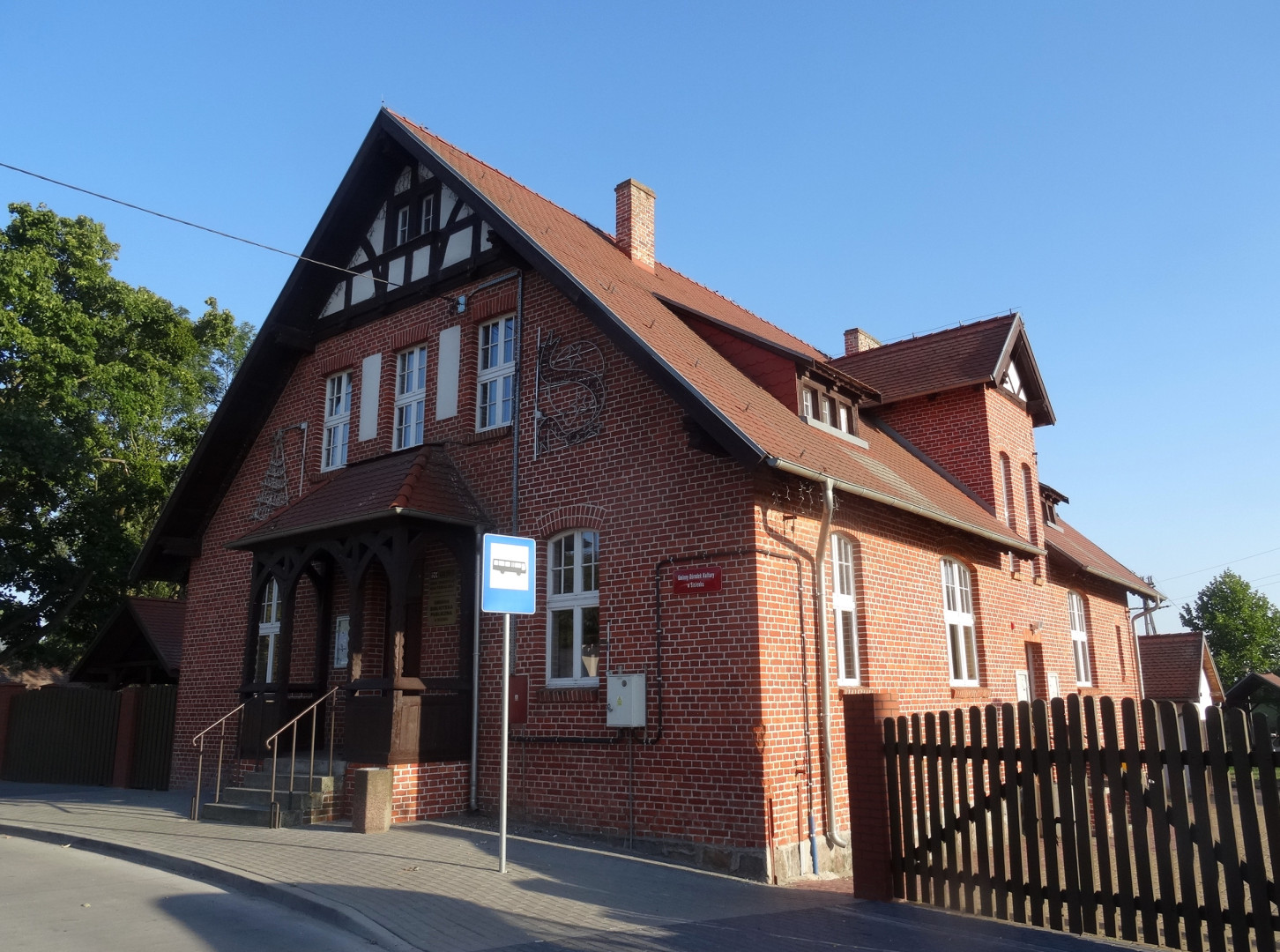
Gminny Dom Kultury

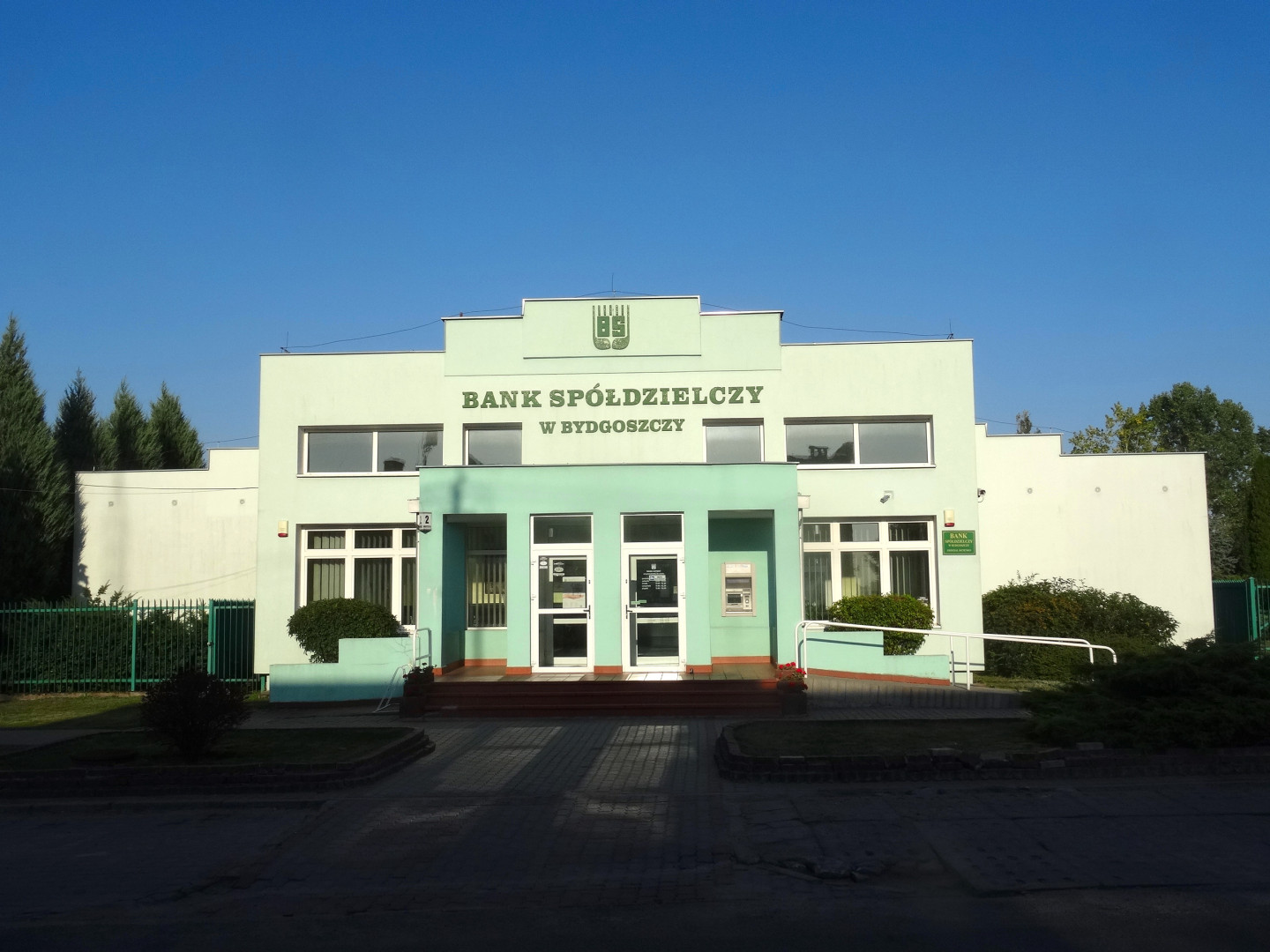
Bank Spółdzielczy

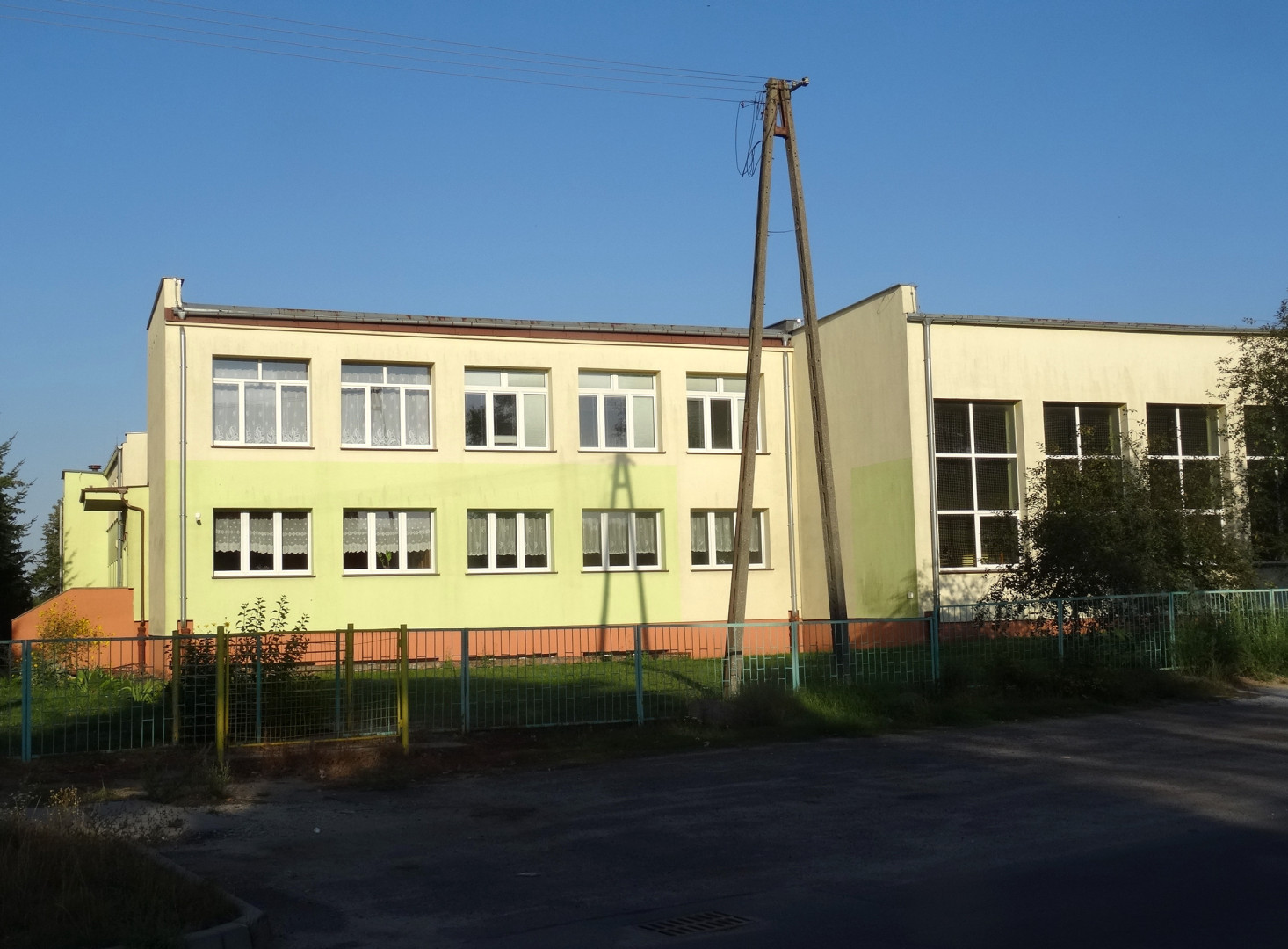
Szkoła

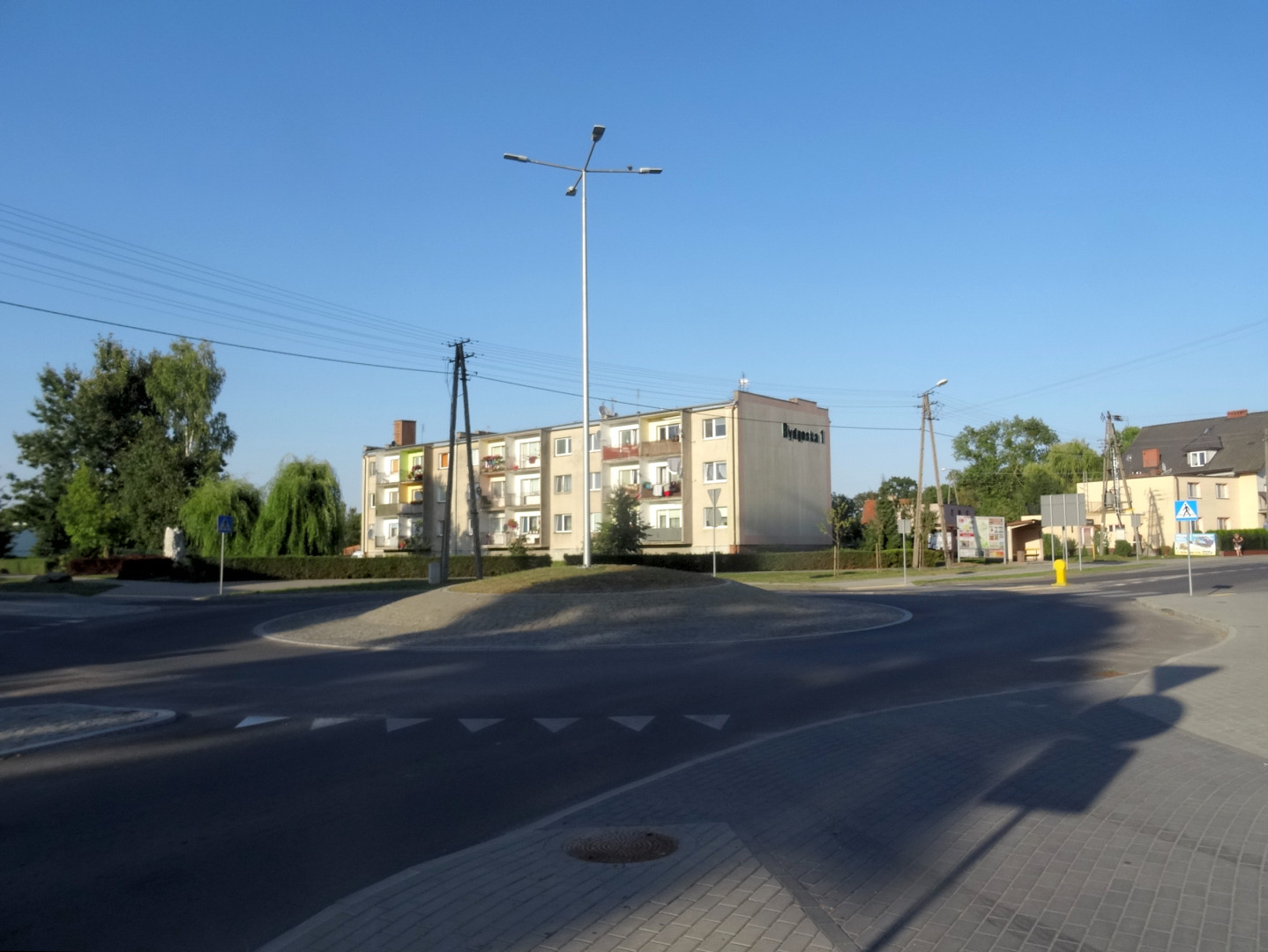
Rondo w centrum wsi

Sicienko – wieś w Polsce, położona w województwie kujawsko-pomorskim, w powiecie bydgoskim, w gminie Sicienko, przylegająca od zachodu do miasta Bydgoszcz.

## Podział administracyjny
Sicienko jest siedzibą gminy. Razem z miejscowościami Kasprowo i Sitno tworzy Sołectwo Sicienko, jedno z 21 sołectw w Gminie Sicienko.
W latach 1975–1998 miejscowość administracyjnie należała do województwa bydgoskiego.

## Nazwa miejscowości
Sicienko, niegdyś Małe Sitno (z niem. Klein Sittno), urzędowe Wilhelmsort.

## Demografia
Sicienko jest drugim najludniejszym sołectwem w gminie (zaraz po Osówcu).
| Rok  | Liczba mieszkańców - sołectwo Sicienko | Liczba mieszkańców - wieś Sicienko |
| ---- | -------------------------------------- | ---------------------------------- |
| 2012 | 966                                    | 809                                |
| 2013 | 980                                    | 828                                |
| 2014 | 1001                                   | 846                                |
| 2015 | 996                                    | 844                                |
| 2016 | 1005                                   | 854                                |
| 2017 | 1006                                   | 862                                |
| 2018 | 1033                                   | 887                                |
| 2019 | 1044                                   | 895                                |
| 2020 | 1054                                   | 907                                |
| 2021 | 1070                                   | 922                                |
| 2022 | 1062                                   | 914                                |

## Historia
- Na terenie Sicienka odnaleziono ślady osadnictwa wczesnośredniowiecznego (V-X w.).
- Najwcześniejsze źródła pisane mówią o istnieniu Sicienka w 1325 roku.[8]
- Pod koniec XIX w. posiadało własną parafię ewangelicką. Znajdowało się tu 18 domów z 237 mieszkańcami. Teren obejmował 499 ha. Miejscowość posiadała własną pocztę.
- Krótko po uzyskaniu przez Polskę niepodległości, utworzono w Sicienku tzw. Komisariat Obwodowy. Do 1929 roku komisarzem był Władysław Kazubski. Następnie powstało Wójtostwo Obwodowe, w którym wójtem został (i pełnił tę funkcję do 1931 roku) Józef Buda z Dąbrówczyna.[9]
- Z dniem 1 kwietnia 1935 Sicienko jako wójtostwo przestało istnieć, a wieś Sicienko dołączona została do Gminy Ślesin.
- Na posiedzeniu Gminnej Rady Narodowej Dąbrówka Nowa 7 listopada 1947 r. podjęto uchwałę dotyczącą włączenia do gminy Dąbrówka Nowa z gminy Ślesin m.in. gromady Sicienko. Na tym samym zebraniu przemianowano Gminną Radę Narodową w Dąbrówce Nowej na Gminna Radę Narodową w Sicienku.
- W 1954 r. utworzona została gromada Sicienko.[10]
- 6 grudnia 1972 powstała gmina Sicienko.[11]

## Edukacja, kultura i sport
W Sicienku znajduje się Szkoła Podstawowa im. Mikołaja Kopernika wraz z oddziałami przedszkolnymi.
Młodsze dzieci mogą skorzystać z opieki w Niepublicznym Żłobku i Niepublicznym przedszkolu Ence Pence w Sicienku.
W centrum wsi, przy ul. Bydgoskiej 6 znajduje się zabytkowy budynek dawnej pastorówki, który jest siedzibą Gminnego Centrum Kultury i Biblioteki. Ponadto Sicienko jest miejscem organizacji licznych wydarzeń kulturalnych, takich jak: Majówka z Gminą Sicienko, Jarmark Produktów Lokalnych w Sicienku, Letnie Kino Plenerowe, Dożynki Gminne czy Gala Sportu.
Przy szkole znajduje się boisko sportowe o nawierzchni z trawy syntetycznej z wyposażeniem umożliwiającym grę w piłkę ręczną, mini piłkę nożną, siatkówkę i koszykówkę oraz tenisa ziemnego. Tuż obok można zagrać również w siatkówkę plażową na przygotowanym do tego celu boisku. Przy szkole znajduje się także siłownia zewnętrzna.
Działają tu 3 kluby sportowe:
- Gminny Klub Sportowy „Gryf” Sicienko[16] – piłka nożna
- Gminny Ludowy Uczniowski Klub Sportowy „INVICTUS” Sicienko – zapasy
- Europejski Uczniowski Klub Sportowy „Spartakus” Sicienko – unihokej

## Obiekty zabytkowe i cmentarze
| Obiekt                                                                     | Data i nr wpisu do ewidencji |
| -------------------------------------------------------------------------- | ---------------------------- |
| Kościół ewangelicki, obecnie parafialny rzym.-kat. pw. św. Andrzeja Boboli | 25.01.1991 A/803             |
| Pałac przy ul. Bydgoskiej 11 wraz z parkiem                                |                              |
| Dom przy ul. Bydgoskiej 4 (poczta)                                         |                              |
| Dom przy ul. Bydgoskiej 6 (GCKiB)                                          |                              |
| Budynek mieszkalny przy ul. Nakielskiej 1 (dawna szkoła)                   |                              |
| Budynek mieszkalny przy ul. Nakielskiej 2                                  |                              |
| Budynek gospodarczy przy ul. Nakielskiej 2                                 |                              |
| Budynek mieszkalny przy ul. Nakielskiej 18                                 |                              |
| Dwa cmentarze ewangelickie                                                 |                              |

## Inne informacje
W centrum wsi znajduje się też poczta i Bank Spółdzielczy w Bydgoszczy Oddział Sicienko.
Znajduje się tu też Kościół parafialny rzym.- kat. pw. św. Andrzeja Boboli.